# Замок Химэдзи
Замок Химэдзи (яп. 姫路城 Химэдзидзё:), также «Замок Белой Цапли» — один из древнейших сохранившихся японских замков и самый популярный среди туристов. Был основан Акамацу Саданори и Икэдой Тэрумаса. В 1993 году занесён в Список всемирного наследия ЮНЕСКО. Всего в замковый комплекс входит 83 здания, практически все они построены из дерева. У подножия замка раскинулся одноимённый город.

## История
Возведение замка у подножия горы Химэ (префектура Хиого, область Харима) началось в середине XIV века (период Муромати). «Название он получил за особую отточенность форм и элегантность, напоминающую прекрасную белоснежную птицу» (ср. Замок ворона). Химэдзи послужил чтимым образцом для бесчисленных замков последующих поколений. Его высокий каменный фундамент, тщательно выбеленные стены, бойницы, амбразуры прочно вошли в арсенал приёмов японской архитектуры.
Первоначальный замок постройки 1333—1346 годов не раз переходил от одного самурайского рода к другому, особенно во время гражданской войны 1467—1477 годов. К концу XVI века, когда он оказался в руках военачальника Тоётоми Хидэёси, замок был изрядно потрёпан междоусобицами и требовал капитального ремонта. Именно в промежутке между 1601 и 1609 годами появились почти все его нынешние сооружения, над которыми на высоту 45 метров вознеслась семиярусная главная башня.
Затеянное семейством Тоётоми обновление замка было закончено к 1618 году и привело к появлению целой грозди вспомогательных башенок, а также к перепланировке прилегающей территории. Обширный сад вокруг замка разбит в виде спиралевидного лабиринта со множеством тупиков, с тем, чтобы вынудить нападавших на протяжении часов блуждать кругами, в то время как по ним будет вестись стрельба из тэнсю.
Эта хитроумная задумка никогда не проходила проверку боем, так как вслед за окончанием строительства в этой части Японии наступили относительно мирные времена. За последующие два столетия под сенью замка вырос городок Химэдзи. В 1871 году Замок белой цапли был изъят у владельцев и продан за 23 иены. На исходе Второй мировой войны окрестности замка пострадали от бомбардировок американской авиации, но сам он остался невредимым.

## Замок Химэдзи в кино
На территории замка проходили съёмки многих кинолент. В одном из первых фильмов серии Джеймса Бонда, «Живёшь только дважды» Льюиса Гилберта, он предстал в виде секретной школы ниндзя, где ведутся разработки ракетного оружия. Акира Куросава снимал здесь такие фильмы, как «Тень воина» и «Ран». Также замок можно увидеть в мини-сериале «Сёгун» 1980 года.